# Telmatoscopus batillina
Telmatoscopus batillina är en tvåvingeart som beskrevs av Quate 1967. Telmatoscopus batillina ingår i släktet Telmatoscopus och familjen fjärilsmyggor. Inga underarter finns listade i Catalogue of Life.